# UGC 3776
PGC 20559 = UGC 3776 ist eine Spiralgalaxie vom Hubble-Typ Sb im Sternbild Zwillinge am Nordsternhimmel. Sie ist schätzungsweise 173 Millionen Lichtjahre von der Milchstraße entfernt. Gemeinsam mit drei anderen Galaxien bildet sie die Galaxiengruppe "LGG 142".

## UGC 3776-Gruppe (LGG 142)
| Galaxie   | Alternativname | Entfernung/Mio. Lj |
| --------- | -------------- | ------------------ |
| PGC 20559 | UGC 3776       | 173                |
| UGC 3742  | PGC 20429      | 170                |
| UGC 3479  | PGC 20586      | 171                |
| UGC 3480  | PGC 20585      | 176                |